# T2: The Arcade Game
 (octobre 2019).
Si vous disposez d'ouvrages ou d'articles de référence ou si vous connaissez des sites web de qualité traitant du thème abordé ici, merci de compléter l'article en donnant les références utiles à sa vérifiabilité et en les liant à la section « Notes et références ».
Terminator 2: Judgment Day est un jeu vidéo de tir au pistolet développé et commercialisé par Midway en 1991. Sorti initialement sur borne d'arcade, le jeu a été renommé T2: The Arcade Game pour les conversions sur supports familiaux afin de ne pas interférer avec les autres adaptations du film Terminator 2 : Le Jugement dernier de James Cameron. Le jeu a été converti en 1992 et 1993 sur Amiga, DOS, Master System, Mega Drive, Super Nintendo, Game Boy et Game Gear sous le titre T2: The Arcade Game.